# Rhizopulvinaria halli
Rhizopulvinaria halli  (лат.) — вид полужесткокрылых насекомых рода Rhizopulvinaria семейства Ложнощитовки (Coccidae).

## Систематика
Фактически был впервые описан в 1926 году энтомологом У. Холлом. Таксон получил название Ctenochiton artemisiae (сейчас является синонимом), и был отнесён к роду Ctenochiton. В 1952 году был отнесён Николаем Сергеевичем Борсхениусом к роду Rhizopulvinaria, получив название Rhizopulvinaria artemisiae (уже использовавшееся другим таксоном). В 1957 году был окончательно описан под новым названием Rhizopulvinaria halli (в честь энтомолога, обнаружившего вид).

## Распространение, образ жизни
Эндемик Египта. Типовой экземпляр обнаружен в вади к востоку от мухафазы Бени-Суэйф.
Паразитирует на корнях Artemisia judaica.